# Acherontia lachesis
Acherontia lachesis ist ein Schmetterling (Nachtfalter) aus der Familie der Schwärmer (Sphingidae), der im südlichen und östlichen Asien weit verbreitet ist. Wie auch die anderen beiden Arten der Gattung Acherontia ernähren sich die Falter von Honig aus Bienenstöcken und tragen am Thorax die typische totenkopfförmige Zeichnung. Das Artepitheton leitet sich von der Schicksalsgöttin Lachesis ab, einer der drei Moiren aus der griechischen Mythologie.

## Merkmale

### Falter

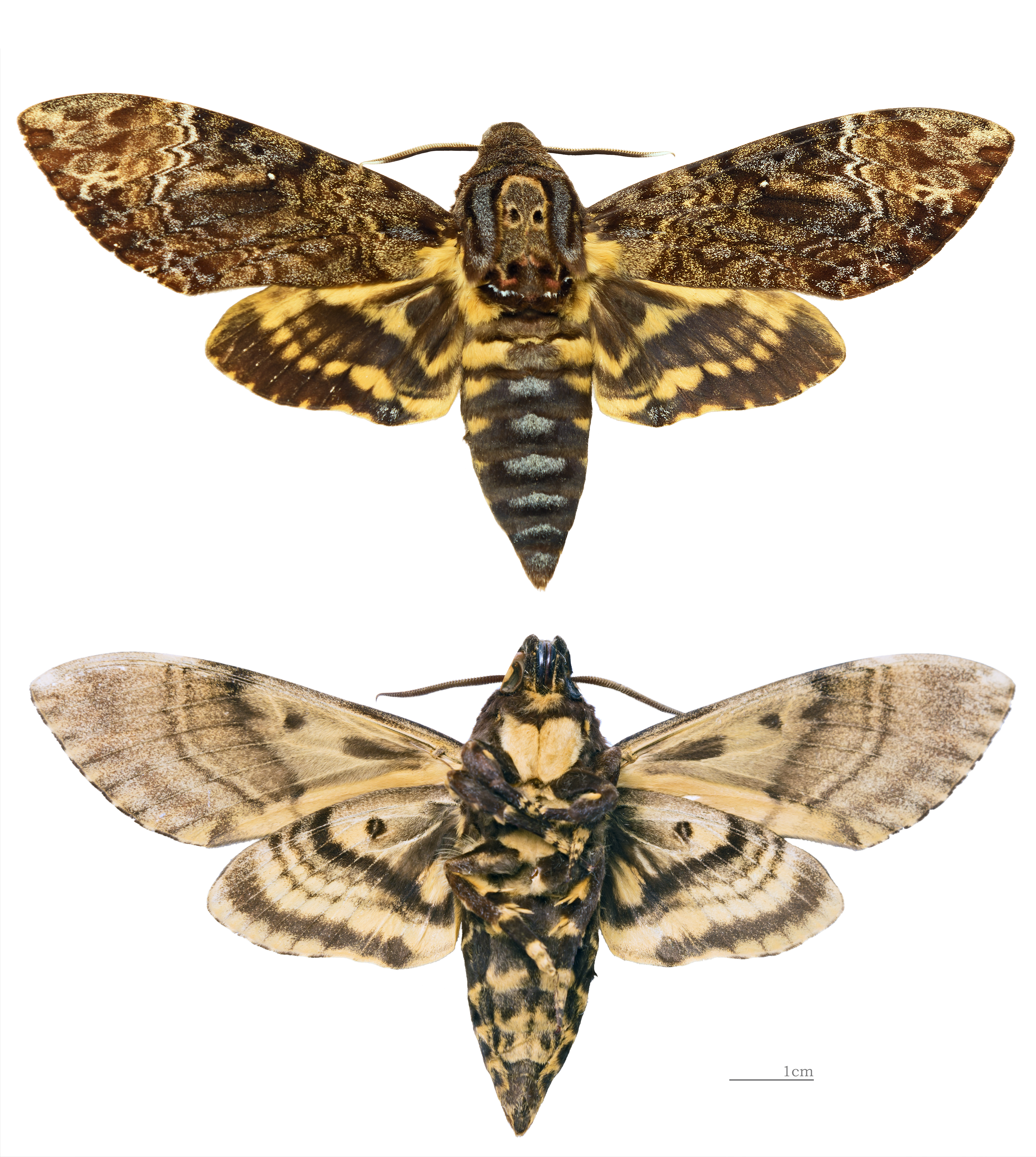
Acherontia lachesis

Die Falter haben eine Flügelspannweite von 100 bis 132 Millimeter und sind groß und kräftig. Wie auch bei den übrigen Arten der Gattung Acherontia sind die Vorderflügel dunkel gescheckt, die Hinterflügel sind gelb und schwarz gefärbt, die beiden für die Gattung typischen schwarzen Binden sind sehr ausgeprägt und verwaschen. Auf der Oberseite des Thorax befindet sich die für die Gattung typische totenkopfförmige Zeichnung. Der Hinterleib trägt eine gelbe, rippenartige Zeichnung.

### Raupe
Die Raupen erreichen eine Länge von 95 bis 125 Millimeter und sind dann etwa 15 Millimeter breit. Sie treten ausgewachsen in einer grünen, gelben oder bräunlich grauen Farbvariante auf, wobei letztere die häufigste ist. Im ersten Raupenstadium haben die Tiere eine blassgelbe Kopfkapsel und einen ebenso gefärbten Körper. Das lange, gerade Analhorn endet in einer Doppelspitze. In den späteren Stadien sind Kopfkapsel, Körper und Analhorn grün. Nach und nach bilden sich blassgelbe Schrägstreifen auf der Seite des Körpers aus, ebenso wie spitze Tuberkel, die ab dem vierten Stadium auftreten. Ab dem dritten Stadium können die Raupen außer grün auch grau oder kanariengelb gefärbt sein. Nach der vierten Häutung hat der Kopf eine glänzende Oberfläche und ist mit einigen wenigen kleinen, durchsichtigen Tuberkeln versehen, die von weiteren sehr kleinen Tuberkeln umgeben sind. Der Körper verjüngt sich ab dem siebten Segment geringfügig nach hinten. Auf den drei Thoraxsegmenten ist der Rücken nach oben leistenförmig erweitert. Die Körperoberfläche ist glanzlos und glatt. Das lange Analhorn ist basal breit und verjüngt sich anfangs wenig, zur scharfen Spitze hin stark. Die basale Hälfte ist leicht nach unten, die zweite Hälfte stark nach oben gekrümmt, letztere formt dadurch mitunter einen kompletten Ring. Seine Oberfläche ist glänzend und trägt große, kegelförmige Tuberkel.
Die bräunlich grauen Tiere haben einen schwarzen oder dunkelbraunen Kopf, mit einem blass-braunen oder weißen Subdorsalstreifen und einem weiteren, ähnlichen Streifen, der das Gesicht vom Kinn trennt. Diese beiden Streifen treffen sich nahe dem Scheitel. Ein weiterer weißer Dorsalstreifen verläuft je vom Scheitel zur Spitze der Kopfkapsel, letztere hat schwarze Ränder. Der Körper kann neben bräunlich grau auch grünlich grau gefärbt sein, jedes Haar entspringt einem dunklen Punkt, der gelblich gerandet ist. Auf den Thoraxsegmenten verläuft am Rücken ein schmaler, weißer Streifen, je ein breiter dunkler Subdorsalstreifen und an den Seiten je ein breiter weißer Streifen. Die Subdorsalstreifen werden durch feine weiße Querstreifen jeweils zwischen den Segmenten unterbrochen. Sämtliche dieser Streifen am Thorax sind scharf abgegrenzt. Auf dem zweiten Segment findet sich auch ein graugrüner, sattelförmiger Fleck, jeweils unterhalb der Subdorsalstreifen. Auf den Segmenten fünf bis elf findet sich jeweils ein schräger, weißlicher Streifen, der nach oben violettfarben begrenzt ist. Am elften Segment verläuft dieser Streifen über das Segment hinaus, auf dem zwölften Segment bis an die Basis des Analhorns. Letzteres hat die gleiche Farbe wie der Körper, die Thorakalbeine sind schwarz, die Bauchbeine sind gräulich-schwarz. Der Nachschieber hat die Körpergrundfarbe, trägt jedoch eine schwarze, dreieckige Zeichnung auf der Oberseite der Flanken. Die Stigmen sind breit-oval und  samten-schwarz, wobei das obere und untere Ende gelb markiert ist.
Die Tiere der grünen Farbvariante haben einen grünen Kopf, der einen breiten, glänzend-schwarzen Streifen entlang den Wangen trägt. Ihr Körper ist grasgrün, mit gelblichem Schein und ist vereinzelt am Rücken des fünften bis elften Segments dunkelgrün punktiert. Die Schrägstreifen auf den Seiten des Hinterleibs sind gelb gerandet und nach oben breit violett begrenzt. Das Analhorn ist grün und hat blassgrüne Tuberkel, auch die Bauchbeine und der Nachschieber sind grün. Bei den gelben Tiere ist der Kopf und der Körper kräftig kanariengelb gefärbt und trägt ansonsten die gleiche Musterung wie bei der grünen Form.

### Puppe
Die Puppe ist 57 bis 87 Millimeter lang und etwa 14 Millimeter breit. Ihre Form ist gedrungen, der Kopf ist stark abgerundet, die Fühler sind kürzer als die vorderen Beine. Sie ist dunkel-kastanienbraun gefärbt, wobei der Rücken auf den Segmenten vier bis sechs und der Kremaster nahezu schwarz sind. Die Stigmen sind schwarz. Die Oberfläche der Puppe ist glatt und glänzend, der Saugrüssel steht basal deutlich hervor und trägt beidseitig eine Reihe mit 12 kurzen, quer verlaufenden Leisten, ähnlich einer groben Feile. Auf den Seiten, vor den Stigmen befinden sich am neunten bis elften Segment parallele Leisten, die jeweils auf einem Segment direkt am Stigma am größten sind und dann nach vorne kürzer werden. Das Stigma am zweiten Segment ist von einem schrägen Lappen überdeckt, der aus dem verlängerten Vorderrand des dritten Segments entspringt. Der Kremaster ist breit dreieckig geformt, die Rückenseite ist grob längsgerunzelt. Die Spitze endet in zwei kurzen Zähnchen, die jeweils eine Borste tragen.

## Vorkommen
Die Art ist nahezu in der gesamten Orientalis von Indien, Pakistan und Nepal bis zu den Philippinen und vom Süden Japans und dem Süden des östlichen Russlands bis nach Indonesien verbreitet. Mittlerweile konnte sich die Art auch erfolgreich auf Hawaii etablieren.

## Lebensweise
Die Falter ernähren sich von Honig, indem sie in Bienenstöcke eindringen. Sie legen ihre Flügel in Ruhestellung dachgiebelartig über den Hinterleib, die diesen vollständig verdecken. Werden die Tiere gestört, erheben sie den Hinterleib vom Untergrund, öffnen und heben ihre Flügel teilweise und geben pfeifende Geräusche von sich. Die Falter werden stark durch künstliches Licht angelockt.

### Flug- und Raupenzeiten
Die Falter fliegen je nach Verbreitung meist in einer, bei guten Bedingungen, wie etwa in Hongkong in mehreren Generationen pro Jahr. Sie treten beispielsweise in China je nach Region zwischen Mai und September auf, fliegen jedoch meist nur ein bis zwei Monate, wie etwa von Mai bis Juni in Guangdong oder im August in Jiangxi und Fujian. In Taiwan fliegt die Art von April bis Juni, in Japan im September, in Russland von August bis September und in Hongkong von März bis Oktober, mit Höhepunkten im April, Ende Juli und Ende August.

### Nahrung der Raupen
Die Raupen ernähren sich von einer großen Bandbreite verschiedener Pflanzen unter anderem aus den Familien der Nachtschattengewächse (Solanaceae), Eisenkrautgewächse (Verbenaceae), Hülsenfrüchtler (Fabaceae), Ölbaumgewächse (Oleaceae), Trompetenbaumgewächse (Bignoniaceae) und Lippenblütler (Labiatae). Aus Indien sind Korallenbäume (Erythrina), Jasminum, Kartoffel (Solanum tuberosum), Virginischer Tabak (Nicotiana tabacum), Teakbaum (Tectona grandis) und Stechäpfel (Datura) als Nahrungspflanzen nachgewiesen, in Hongkong fressen die Tiere hauptsächlich an Süßkartoffel (Ipomoea batatas), Clerodendrum kaempferi und Erythrina speciosa.

## Entwicklung
Die Weibchen legen ihre Eier einzeln auf der Unterseite der Blätter der Nahrungspflanzen ab. Nach dem Schlüpfen fressen die jungen Raupen zunächst die Eischale und ruhen auf der Unterseite der Blätter auf der Mittelrippe oder einer Blattader. Meistens wird nach jeder Häutung auch die abgestreifte Raupenhaut gefressen. Sie sitzen in Ruhestellung typisch für Schwärmer mit charakteristisch aufgerichtetem Vorderkörper. Werden die Tiere gestört, schlagen sie mit ihrem Vorderkörper hin und erzeugen klickende Geräusche, die vermutlich mit den Mandibeln erzeugt werden. Verpuppungsbereite Raupen hungern einige Tage und verfärben sich am Rücken bei der grünen Farbvariante violettfarben, ansonsten braun. Sie begeben sich auf der Suche nach einem geeigneten Platz zur Verpuppung auf den Boden und bewegen sich mit raschen wellenförmigen Bewegungen fort. In dieser Phase haben sowohl die Thorakalbeine als auch die Bauchbeine nur wenig Kraft, um sich festzuklammern. Ist ein geeigneter Verpuppungsort gefunden, vergraben sich die Tiere in nur wenigen Minuten in der Erde und fertigen eine eiförmige, 80 mal 40 Millimeter messende Kammer etwa 15 Zentimeter tief im Erdboden. Die Innenseite dieser Kammer ist glatt, jedoch nicht mit Seide ausgekleidet. Die Puppe ist eher träge.

## Spezialisierte Feinde
Die Raupen von Acherontia lachesis werden von den Schlupfwespen Amblyjoppa cognatoria und Quandrus pepsoides parasitiert.

## Taxonomie und Systematik
Der Gattungsname Acherontia ist von Acheron, einem der fünf Flüsse der Unterwelt aus der griechischen Mythologie abgeleitet.
Das Artepitheton leitet sich von der Schicksalsgöttin Lachesis ab, einer der drei Moiren aus der griechischen Mythologie, deren Aufgabe es ist, auszuwählen, welches Schicksal dem Menschen zufällt – sie bemisst die Länge des Lebensfadens. Auch die Namen der zwei weiteren Arten der Gattung haben Bezug zur griechischen Unterwelt: Styx ist ein Fluss der Unterwelt, Atropos ist eine weitere Moire.
Anhand von morphologischen Untersuchungen an Imagines, Raupen, Puppen und Raupennahrungspflanzen konnte gezeigt werden, dass Acherontia lachesis das Schwesterntaxon der beiden nächstverwandten Arten Acherontia atropos und Acherontia styx ist.
Es ergeben sich in der Gattung Acherontia also folgende Verwandtschaftsverhältnisse:
|  | Acherontia lachesis                                                    |
|  |                                                                        |
|  | \| \| Acherontia atropos \| \| \| \| \| \| Acherontia styx \| \| \| \| |
|  |                                                                        |
|  | Acherontia atropos                                                     |
|  |                                                                        |
|  | Acherontia styx                                                        |
|  |                                                                        |

|  | Acherontia atropos |
|  |                    |
|  | Acherontia styx    |
|  |                    |